# Drosophila simulans
Drosophila simulans là một loài ruồi có quan hệ gần gũi vwis D. melanogaster và thuộc cùng phân nhóm loài Drosophila melanogaster. Loài gần gũi nhất của nó là D. mauritiana và D. sechellia. Loài này được phát hiện bởi Alfred Sturtevant vào năm 1919, khi ông nhận thấy rằng các con ruồi được sử dụng trong phòng thí nghiệm Thomas Hunt Morgan tại Đại học Columbia thực ra là hai loài riêng biệt.